# Vatukoula Airport
Vatukoula Airport är en flygplats i Fiji.   Den ligger i divisionen Västra divisionen, i den norra delen av landet, 90 km nordväst om huvudstaden Suva. Vatukoula Airport ligger 52 meter över havet. Den ligger på ön Viti Levu.
Terrängen runt Vatukoula Airport är kuperad söderut, men norrut är den platt. Runt Vatukoula Airport är det ganska tätbefolkat, med 86 invånare per kvadratkilometer. I omgivningarna runt Vatukoula Airport växer i huvudsak städsegrön lövskog.